# 雅各·德·佛拉金
雅各·德·佛拉金（英語：Jacobus de Voragine；1230年—1298年）是第8任熱那亞總教區總主教，基督教的聖人・殉教者的列傳《黃金傳說》（Legenda aurea）的作者。1816年由教宗庇護七世封為真福者。

## 外部連結
- Christian classics Ethereal Library （页面存档备份，存于）